# Hexatoma (Eriocera) leucotela
Hexatoma (Eriocera) leucotela is een tweevleugelige uit de familie steltmuggen (Limoniidae). De soort komt voor in het Oriëntaals gebied.